# Милушка, Иван
Иван Милушка (чеш. Ivan Miluška; род. 23 марта 1946[…], Брно) — чехословацкий гребец, выступавший за сборную Чехословакии по академической гребле в конце 1960-х годов. Обладатель бронзовой медали чемпионата Европы, победитель и призёр первенств национального уровня, участник летних Олимпийских игр в Мехико.

## Биография
Иван Милушка родился 23 марта 1946 года в городе Брно, Чехословакия.
Впервые заявил о себе в академической гребле на международном уровне в сезоне 1967 года, когда вошёл в состав чехословацкой национальной сборной и выступил на чемпионате Европы в Виши, где выиграл бронзовую медаль в распашных рулевых двойках — здесь его обошли только экипажи из Италии и Восточной Германии.
Благодаря череде удачных выступлений удостоился права защищать честь страны на летних Олимпийских играх 1968 года в Мехико. В составе экипажа-двойки, куда также вошли гребец Карел Колеса и рулевой Карел Коварж, занял четвёртое место на предварительном квалификационном этапе, тогда как в дополнительном отборочном заезде финишировал шестым и в полуфинальную стадию не вышел.
После Олимпиады в Мехико Милушка больше не показывал сколько-нибудь значимых результатов в академической гребле на международной арене.
Впоследствии постоянно проживал в Швейцарии, его дочь Ханна Милуска — известная швейцарская пловчиха, участница Олимпийских игр 2004 года в Афинах.